# Oxyde de cacodyle
L'oxyde de cacodyle est un composé chimique de formule semi-développée [(CH3)2As]2O. Ce composé organoarsenical a une importance historique en ce qu'il est considéré comme le premier composé organométallique synthétisé sous une forme relativement pure,.
Le liquide fumant de Cadet qui est composé de l'oxyde de cacodyle et de cacodyle, a été initialement synthétisé par réaction de l'acétate de potassium chauffé avec du trioxyde d'arsenic.